# Ramon Terrats
Ramon Terrats (Barcelona, 2000. október 18. –) spanyol labdarúgó, a Villarreal középpályása.

## Pályafutása
Terrats a spanyolországi Barcelona városában született. Az ifjúsági pályafutását a Damm akadémiájánál kezdte.
2019-ben mutatkozott be a Sant Andreu felnőtt keretében. 2020-ban a másodosztályban szereplő Girona szerződtette. A 2021–22-es szezonban feljutottak az első osztályba. 2023 januárja és júniusa között a Villarreal csapatát erősítette kölcsönben. A Villarreal-nál először a 2023. február 18-ai, Mallorca ellen 4–2-re elvesztett mérkőzés 89. percében, Étienne Capoue cseréjeként lépett pályára. Első gólját 2023. április 30-án, a Celta Vigo ellen hazai pályán 3–1-es győzelemmel zárult találkozón szerezte meg.

## Statisztikák
2023. május 3. szerint
| Klub                    | Szezon   | Osztály          | Bajnokság | Bajnokság | Kupa és Ligakupa | Kupa és Ligakupa | Nemzetközi | Nemzetközi | Összesen | Összesen |
| Klub                    | Szezon   | Osztály          | Meccs     | Gól       | Meccs            | Gól              | Meccs      | Gól        | Meccs    | Gól      |
| ----------------------- | -------- | ---------------- | --------- | --------- | ---------------- | ---------------- | ---------- | ---------- | -------- | -------- |
| Girona                  | 2020–21  | Segunda División | 24        | 0         | 2                | 0                | —          | —          | 26       | 0        |
| Girona                  | 2021–22  | Segunda División | 20        | 0         | 0                | 0                | —          | —          | 20       | 0        |
| Girona                  | 2022–23  | La Liga          | 8         | 0         | 2                | 0                | —          | —          | 10       | 0        |
| Girona                  | Összesen | Összesen         | 52        | 0         | 4                | 0                | 0          | 0          | 56       | 0        |
| Villarreal (kölcsönben) | 2022–23  | La Liga          | 12        | 1         | 0                | 0                | 2          | 0          | 14       | 1        |
| Összesen                | Összesen | Összesen         | 64        | 1         | 4                | 0                | 2          | 0          | 70       | 1        |

## Sikerei, díjai
Girona
- Segunda División
  - Feljutó (1): 2021–22